# Florencio Félix Paredes Cruz
Florencio Félix Paredes Cruz CRL (* 28. Oktober 1961 in Selochea, Bolivien) ist ein bolivianischer Ordensgeistlicher und römisch-katholischer Prälat von Humahuaca.

## Leben
Florencio Félix Paredes Cruz trat der Ordensgemeinschaft der Augustiner-Chorherren vom Lateran bei und empfing am 1. Februar 1995 das Sakrament der Priesterweihe.
Am 10. März 2018 ernannte ihn Papst Franziskus zum Koadjutorprälaten von Humahuaca. Der Prälat von Humahuaca, Pedro María Olmedo Rivero CMF, spendete ihm am 28. April desselben Jahres die Bischofsweihe; Mitkonsekratoren waren der Erzbischof von Salta, Mario Antonio Cargnello, und der Bischof von Jujuy, César Daniel Fernández. Am 23. Oktober 2019 wurde Florencio Félix Paredes Cruz in Nachfolge des aus Altersgründen zurückgetretenen Pedro María Olmedo Rivero CMF Prälat von Humahuaca.